# 近代詩
近代詩 (きんだいし) とは、伝統的で文語的な定型詩では、近代人の自由な感情や意思を表現出来ないとし、日常語を用いた自由詩の事をいう。その内容も花鳥風月や英雄譚から脱却し、より日常的で社会的なものが好まれた。
欧米ではシェイクスピアやダンテなど、ルネサンスにまでその萌芽を辿る事が出来るが、日本では明治期、西洋近代詩の翻訳（「海潮音」など）から、その影響が広まった。
日本の近代詩は、厳密な内容区分より、時代的区分の意味合いが強い。即ち、明治から昭和初期にかけての詩を、近代詩と呼ぶ事が多い。日本語の標準化と共に、現代日本に広く普及している標準語詩歌は、この時代に作られたものが多い。（「無声慟哭」「智恵子抄」など）
近代詩人としては島崎藤村、北原白秋、室生犀星、萩原朔太郎、高村光太郎、宮沢賢治、中原中也らが著名である。
近代詩は伝統詩と同じ形式主義に陥った事、第二次世界大戦によって従来の文化への懐疑が生まれた事などから、現代詩が主流になった。